# 岐阜県道84号土岐可児線
岐阜県道84号土岐可児線（ぎふけんどう84ごう ときかにせん）は、岐阜県土岐市土岐津町土井前から岐阜県可児市土田下切に至る主要地方道（岐阜県道）である。

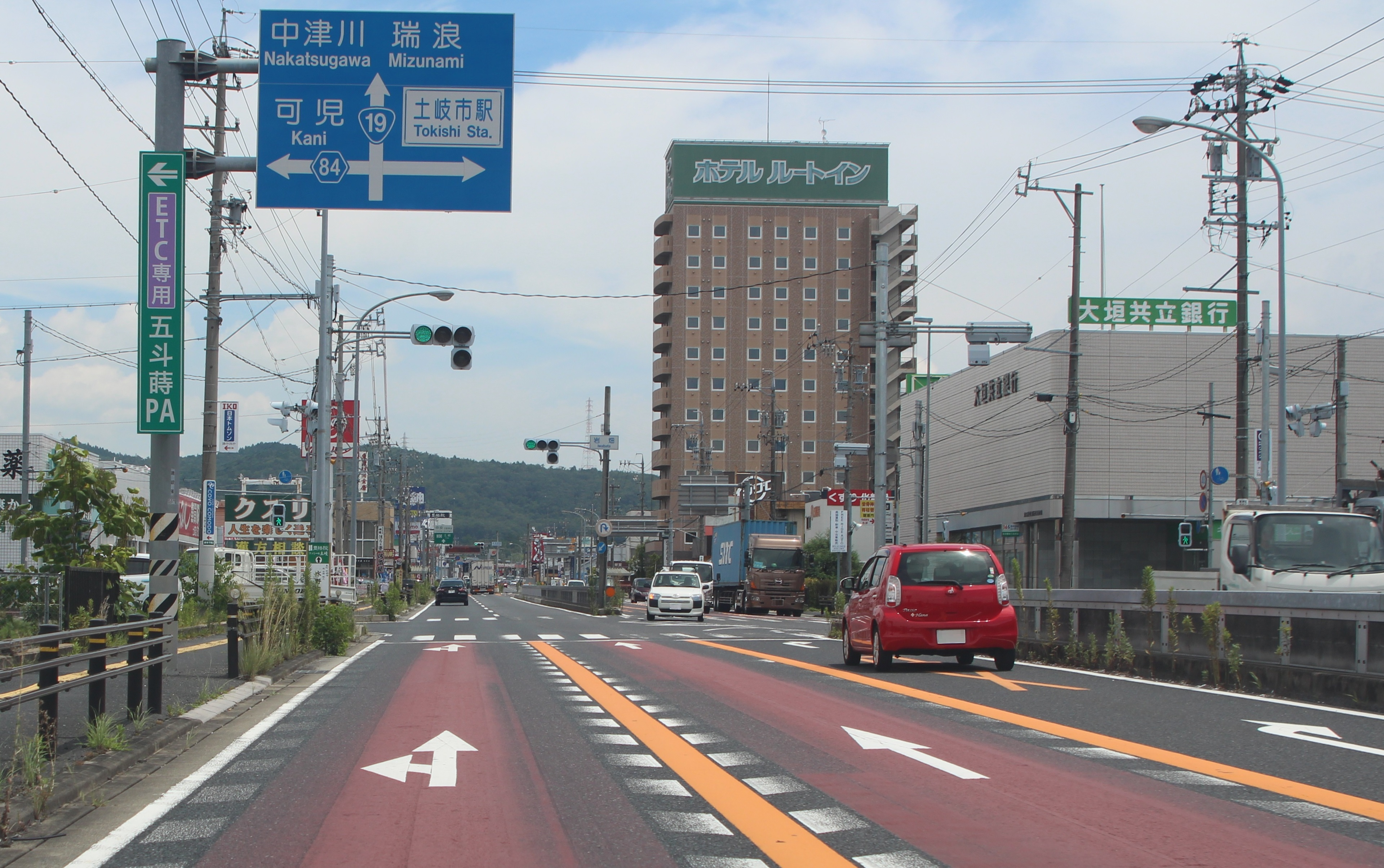
国道19号との「岩畑」交差点

## 概要
岐阜県の2004年度（平成16年度）建設行政の概要によれば、始点は土岐市土岐津町土井前となっているが、実質的な始点は、土岐市泉岩畑町の岩畑交差点（国道19号）交点である。中央自動車道の下をくぐり、東海環状自動車道に沿うように、北西へ進む。美濃焼・伝統産業会館付近で可児市に入る。久々利川にある小渕ダムの脇から、久々利地区の中心部を通り、可児市街に入る。可児市広見の末広2交差点からは道幅が細くなり、クランクする。可児川を渡り、可児市徳野南交差点で国道248号可児バイパスに至る。ここから住吉南交差点までは国道248号可児バイパスと重複し北進する。住吉南交差点で西に向かい、可児市土田の中濃大橋南交差点（国道41号交点）が終点。国道21号の抜け道の役割も果たす。
また、県の花街道に指定されている。街道名は安土桃山街道で、見ごろを4月とする。街道名の由来は安土桃山時代に焼かれた美濃焼（特に志野焼）が発見された事による。

### 路線データ
- 始点：土岐市土岐津町土井前
- 終点：可児市土田下切
- 実延長：約18.21km
- 制定年月日：1983年（昭和58年）1月28日

## 重複路線
- 岐阜県道381号多治見八百津線（可児市 久々利交差点 - 二野羽崎交差点）
- 国道248号可児バイパス（可児市 徳野南交差点 - 住吉南交差点）
- 国道248号旧道（可児市 住吉南交差点 - 日本ライン今渡駅前）

## 通過する自治体
- 岐阜県
  - 土岐市
  - 可児市

## 接続路線
- 国道19号
- 東海環状自動車道（五斗蒔スマートIC）
- 岐阜県道83号多治見白川線
- 岐阜県道381号多治見八百津線
- 岐阜県道64号可児金山線
- 岐阜県道122号御嵩犬山線
- 国道248号
- 国道21号
- 岐阜県道349号菅刈今渡線
- 国道41号

## 周辺
- JR中央本線 土岐市駅
- 土岐市文化会館
- 土岐市美濃陶磁歴史館
- 美濃焼・伝統産業会館
- 富士カントリー可児クラブ
- 荒川豊蔵資料館
- 小渕ダム
- 八坂入彦命墓
- 可児郷土歴史館
- 可児市役所久々利連絡所
- 可児市立東明小学校
- 可児市立中部中学校
- 可茂南消防署
- 可児中日ハウジングセンター
- 可児市文化創造センター
- 名鉄広見線 日本ライン今渡駅
- 中濃大橋

## 別名
- 安土桃山街道（土岐市、可児市）
- 中山道かえで街道（可児市、瑞浪市）